# Павловське (муніципальне утворення «Попонаволоцьке»)
Павловське (рос. Павловское) — село в Вельському районі Архангельської області Російської Федерації.
Населення становить 114 осіб. Входить до складу муніципального утворення Попонаволоцьке муніципальне утворення.

## Історія
Від 1937 року належить до Архангельської області.
Від 2004 року належить до муніципального утворення Попонаволоцьке муніципальне утворення.

## Населення
| 2002 | 2010 | 2012 | 2014 |
| ---- | ---- | ---- | ---- |
| 113  | ↘95  | ↗110 | ↗114 |